# HLA-B62

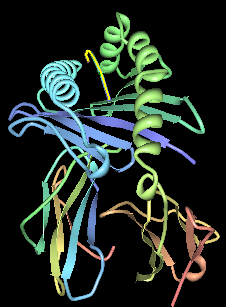

HLA-B62 هو نمط مصلي من مستضد الكريات البيضاء البشرية-ب.

## النمط المصلي
يحدد النمط المصلي بعض منتجات بروتين الأليل الجيني B*15 من HLA-B.
B62 هو الأكبر بين العديد من المستضدات المنقسمة للمستضد العريض B15. يحدد B62 بشكل أفضل منتجات الأليل B*1501 وB*1504 وB*1507 وB*1525 وB*1533.